# Euxoa alko
Euxoa alko là một loài bướm đêm trong họ Noctuidae.